# Annette Gerritsen
Annette Gerritsen (n. 11 octombrie 1985, Ilpendam⁠(d), Olanda de Nord, Țările de Jos) este o sportivă ce a reprezentat Regatul Țărilor de Jos, medaliată olimpică. A participat la 2 ediții ale Jocurilor Olimpice (2006, 2010) în care a câștigat o medalie de argint.